# XVe congrès du Front national
Pour les articles homonymes, voir Congrès de Lyon.
Le congrès de Lyon est le 15e congrès du Front national qui s'est tenu le 29 et 30 novembre 2014 à la Cité internationale à Lyon. Lors de ce congrès, Marine Le Pen a été réélue à l'unanimité à la tête du parti. Les instances du parti ont été renouvelées, des figures historiques du mouvement ont été écartées des instances dirigeantes. Beaucoup de partisans de Bruno Gollnisch et Jean-Marie Le Pen, qui sera lui-même exclu l'année d'après, ont été écartés du bureau politique.

## Déroulement du congrès
Le congrès s'est déroulé le 29 et 30 novembre 2014. Tout au long du congrès, les cadres du parti ont chacun prononcé un discours suivi du discours de Marine Le Pen à la fin du congrès.
Une manifestation anti-FN s'était organisée à la marge du congrès, elle a rassemblé 2 000 à 3 000 personnes. Des vitrines de banques ont été brisées et plusieurs policiers ont été blessés lors de la manifestation. Le maire PS de Lyon Gérard Collomb a condamné les violences commises lors de la manifestation dans un communiqué : « Je condamne avec la plus grande fermeté les actes inadmissibles commis en marge de la manifestation contre le Front national et qui ne peuvent que contribuer à renforcer le parti de Marine Le Pen. »
Plusieurs personnalités politiques étrangères sont intervenues lors du congrès : le vice-président de la Douma russe, Andreï Issaïev, le leader populiste néerlandais Geert Wilders, le chef-de-file autrichien du FPÖ Heinz-Christian Strache, le chef de la Ligue du nord italienne Matteo Salvini entre autres.

## Analyse
Pour Abel Mestre du journal Le Monde, « Florian Philippot et Marion Maréchal-Le Pen incarnent deux lignes divergentes au sein du Front. Le premier se dit « national-républicain » et prône une sorte de post-chevènementisme avec pour principal cheval de bataille la sortie de l'euro et de l'Union européenne. Mme Maréchal-Le Pen, elle, est une « libérale-conservatrice ». Se réclamant clairement de droite, la députée du Vaucluse cherche à lancer des ponts aussi bien vers l'UMP qu'en direction de mouvements radicaux de la sphère identitaire. Catholique revendiquée, elle n'hésite pas à participer, au contraire de Florian Philippot et de Marine Le Pen, aux rassemblements de La Manif pour tous. »
Pour lui, le congrès est « un échec pour Florian Philippot », « il a contribué à impulser le tournant « étatiste » du FN et le recentrage sur les questions économiques et sociales. Au Front national, certains le considèrent comme « trop à gauche » ».

## Résultats

### Présidence
Marine le Pen, seule candidate à sa succession, obtient donc 100% des voix avec 22 317 adhérents votants. 

### Comité central
Les 100 membres élus par les adhérents du FN au comité central :
- Marion Maréchal-Le Pen
- Louis Aliot
- Steeve Briois
- Florian Philippot
- Bruno Gollnisch
- David Rachline
- Wallerand de Saint-Just
- Stéphane Ravier
- Marie-Christine Arnautu
- Nicolas Bay
- Bruno Bilde
- Julia Abraham
- Valérie Laupies
- Joëlle Mélin
- Julien Sanchez
- Jean-François Jalkh
- Huguette Fatna
- Philippe Sanchez
- Thibaut de la Tocnaye
- Marie-Christine Boutonnet
- Franck Briffaut
- Mireille d’Ornano
- Sylvie Goddyn
- Mylène Troszczynski
- Fabien Engelmann
- Bernard Monot
- Sophie Montel
- Jean-Yves Waquet
- Dominique Bilde
- Didier Chabaillé
- Alain Jamet
- Philippe Loiseau
- Marie-Christine Aubert
- Mireille Chevet-Pinatel
- Sabine de Villeroché
- Frédéric Boccaletti
- Étienne Bousquet-Cassagne
- Michel Guiniot
- Hortense Roquebert-Gas
- Audrey Guibert
- Julia Plane-Vouzellaud
- Muriel Coativy
- Amaury Navaranne
- Alain Vizier
- Mathilde Palix-Androuët
- Ludovic de Danne
- Agnès Marion
- Pierre Cheynet
- Hervé Toulzac
- Gérald Gérin
- Guillaume Vouzellaud
- Charles Perrot
- Lydia Schénardi
- Christelle Dehaye
- Yoann Gillet
- Élizabeth Lalanne de Haut
- Marie d’Herbais
- Jean-Claude Philipot
- Françoise Grolet (pt)
- Frédéric Pichon
- Louis-Armand de Béjarry
- Agnès Henry
- Jacques Colombier
- Marie-Claude Aucouturier
- Joffrey Bollée
- Jean-Richard Sulzer
- Tony Cardi
- Olivier Monteil
- André Canuzac
- Michel Thooris
- Éric Domard
- Julien Langard
- Christophe Boudot
- Armelle de Pierrefeu
- Erwan Le Gouëllec
- Sophie Souchère
- Bruno Subtil
- Sophie Robert
- Guillaume L’Huillier
- Jean-Michel Cadenas
- Alexandra Piel
- Catherine Salagnac
- Blanche Chaussat
- François Bonnieux
- Alain Breuil
- Bernard Marandat
- Jean-Marc de Lacoste-Lareymondie
- Cyril Nauth
- Éric Audebert
- Martine Clément-Launay
- Thibaut Monnier
- Dominique Martin
- Jean-Baptiste Vendeville
- Gonzague Malherbe
- Raymond Blanc
- Nicole Hugon
- Nathalie Pigeot
- Louis de Condé
- Brigitte Neveux
- Laurent Guiniot